# 震顫
震顫俗称“顫抖”，是主动肌与拮抗肌交替收缩引起的不自主、节律性局部或全身抖动。可概分为：静止性震颤、姿势性震颤和运动性震颤。
震颤最常發生在手部，其他部位如手臂、眼睛、脸、头、声带、躯干和腿，皆可发生。在某些患者中，震颤是另一种神经系统疾病的症状。

## 成因
- 帕金森症的休息靜止震顫（英语：resting tremor）
- 緊張、焦慮（如焦慮症）、情緒激動（憤怒）
- 甲狀腺中毒（甲狀腺功能亢進症）
- 肝功能嚴重損害（如肝病），或精神錯亂
- 因酗酒而酒精中毒
- 服藥（如抗精神病藥鋰鹽、支氣管擴張劑等）之後，手抖是可預期的不良反應
- 服用過多的咖啡因
- 小腦疾患或功能異常造成的意向性震顫（英语：intention tremor）

## 另見
- 冷颤，因冷凍而出現的顫抖

## 外部連結
- . National Institute of Neurological Disorders and Stroke. July 20, 2007  [2007-10-08]. （原始内容存档于2007年10月6日）. Some text copied with permission and thanks.
- .   [2014-01-22]. （原始内容存档于2021-05-17）.
- http://www.orthostatictremor.org （页面存档备份，存于）